# Чонгар
Чонга́р (крим. Çoñğar) — село в Україні, у Генічеській міській громаді Генічеського району Херсонської області, на півострові Чонгар, є найбільшим населеним пунктом півострова і останнім селом на автошляху міжнародного значення М18E105 (Харків — Сімферополь) перед Чонгарським мостом до Автономної Республіки Крим. Населення становить 1437 осіб (2013), налічується 453 двори.
Село тимчасово окуповане російськими військами 24 лютого 2022 року.

## Назва
Свою сучасну назву село Чонгар отримало на честь півострова Чонгар, який, своєю чергою, отримав назву від Чонгарського кадилику. Про походження назви Чонгар (крим. Çoñğar, Чонъгъар) ведуться дискусії, але однозначного тлумачення наразі не встановлено. Зокрема, існують такі версії:
- від тюркських слів «сутичка, суперечка», «спірна територія» (версія Василя Кондаракі) — оскільки на початку XIX століття на півострові ніхто не проживав, крім нечисленних ногайців;
- від кримського (ногайського) апелятива «чонгар», який означає «широка і плоска рівнина, степ» (версія топоніміста Валерія Бушакова);
- від етноніма «джунгар» (Джунгарське ханство), оскільки останні ногайські орди були введені на півострів у 1768 році з Джунгарії (версія Арсенія Маркевича). Теорія спростовується тим, що джунгари (сучасні калмики) були ворогами Кримського ханства;
- від монгольського терміну «джаунгар» (старомонгольське Zegün gar, калм. zün γar, перс. جونقار), який означає «ліва рука», «ліве крило війська» і трапляється в родоплеменній структурі каракалпаків. Ця версія спростовується фонетичною несумісністю, через яку термін «джаунгар» не міг бути переданий тюркськими мовами як «Чонгар»;
- від імені тюркського роду чункара (версія Вадима Гарагулі). Ця версія спростовується тим, що свідчення перебування цього роду на Чонгарі відсутні;
- від йменування етнічної групи «чангар» («що віють зерно») циганського народу, у пам'ять про яких зберігся курган Гарман (версія археолога Юрія Шилова). Ця версія відхилена більшістю наукової спільноти з лінгвістичної та історичної точок зору. Але, мабуть, з цим трохи поквапилися. Саме у циганський мові достатньо слів, споріднених з чонгар-чангар. Це лінгвістика, а історично село розпочалося з тих циган, яких вигнали з Румунії.

## Географія

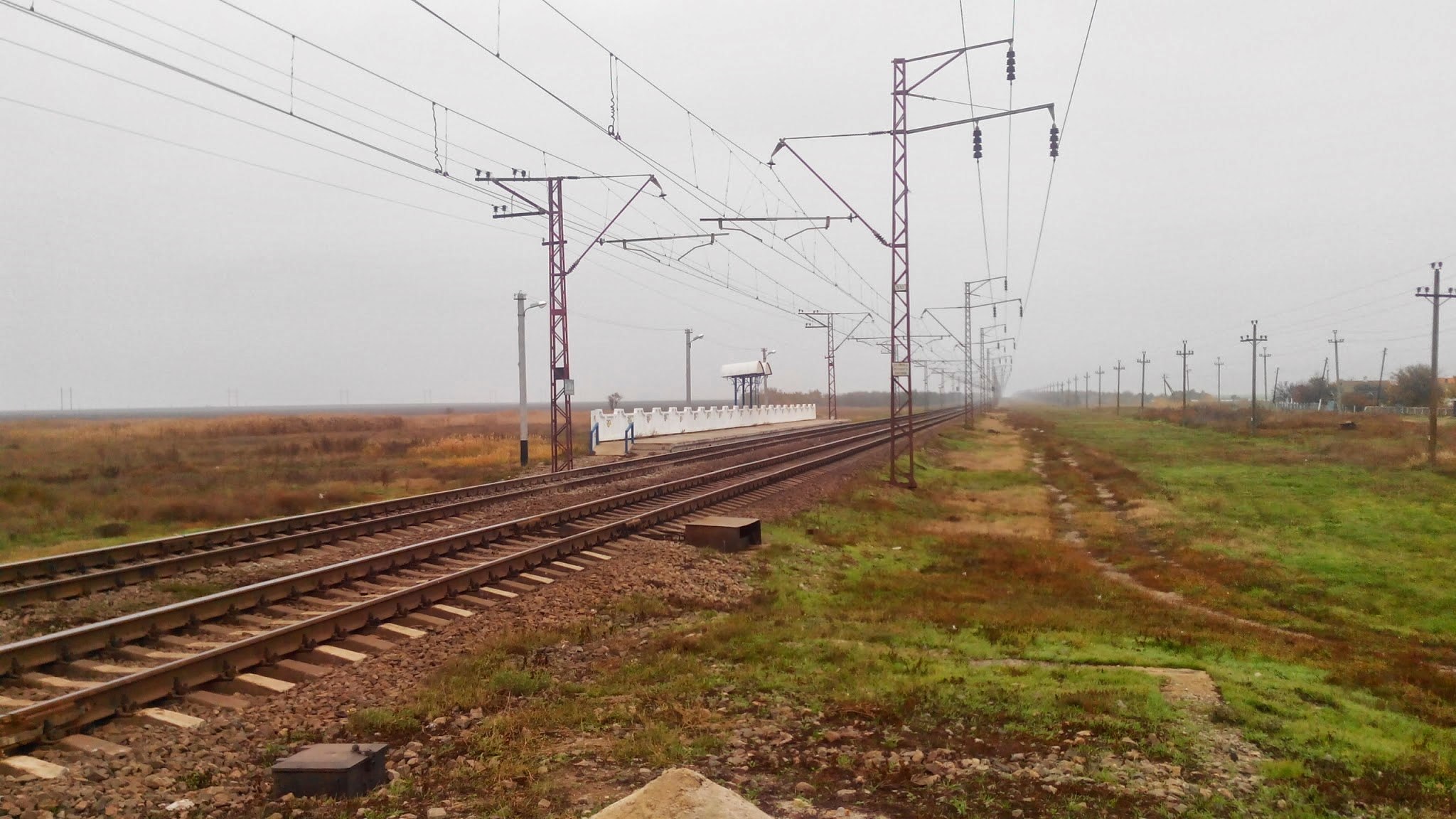
Зупинний пункт Платформа 1334 км

Село розташоване у південно-східній частині півострова Чонгар за 37 км на південний захід від райцентру. На схід і південь від села розташоване затока Сиваш, частина якого на захід від Чонгарського мосту входить до складу Азово-Сиваського національного парку. Поблизу села розташоване соляне озеро, ропа якого має рекреаційне значення.
Уздовж східної околиці села проходить автошлях М18E105 (Харків—Сімферополь). Чонгар є найпівденнішим населеним пунктом Херсонської області на цьому шляху: за 4 км на південь від села розташований Чонгарський міст над Чонгарською протокою, який сполучає Херсонщину з Автономною Республікою Крим (відстань до Сімферополя — 137 км). Із західної околиці села ґрунтова дорога сполучає Чонгар з селами Атаманню, Попівкою та селищем Сиваш.
Сусідні населені пункти:
У селі 16 вулиць із житловою забудовою — Берегова, Вишнева (колишня Ворошилова), Гагаріна, Дружби (Махарадзе), Квіткова (50 років СРСР), Легунова, Миру, Молодіжна, Ніколаєва, Нова, Першотравнева, Придорожня (Калініна), Петра Сагайдачного (Чхаїдзе), Садова, Учительська та Тараса Шевченка (Леніна). Вулиця Тараса Шевченка є головною в селі та є широким бульваром з зеленими насадженнями між двома смугами руху.

### Клімат
Чонгару притаманний досить різкий клімат. На півострові характерні сильні сухі східні вітри. Літо спекотне, і через вітер знижується врожай хлібу. Зими морозні, і вітри здувають з полів сніг. Кількість опадів становить близько 300—400 мм на рік, влітку часті зливи, а зими малосніжні.
Температура повітря влітку сягає 44 °C, взимку опускається до -35 °C.

### Ґрунти та природні ресурси

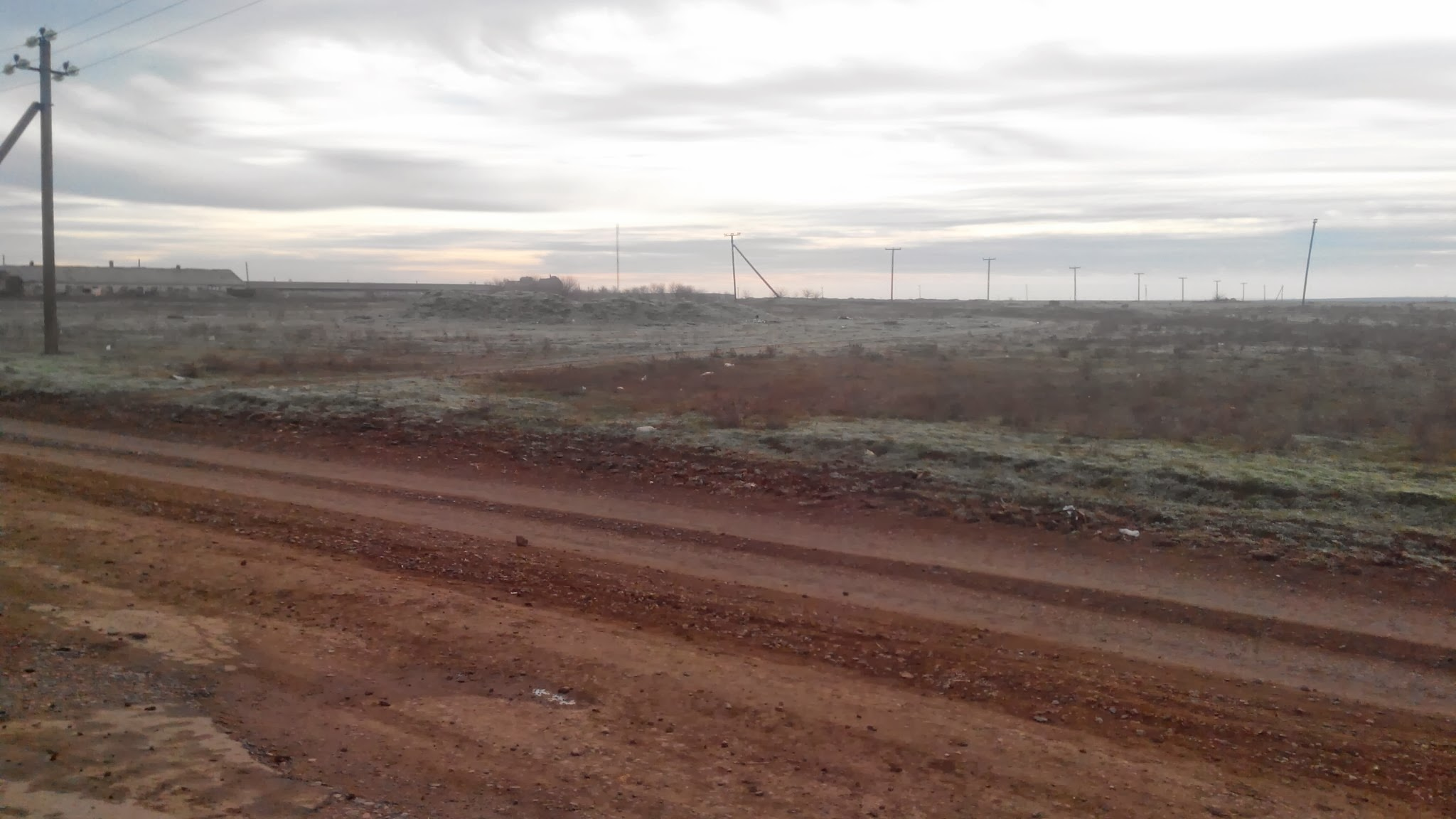
Поле поблизу Чонгара

Ґрунти в Чонгарі переважно солончакові, низької родючості. Основним для землеробства є карбонатний шар, для досягнення якого навколо села розорювали солончаки, щоб підняти на поверхню карбонатні породи. Також трапляються світло- та темно- каштанові ґрунти.
З природних ресурсів на території Чонгарської сільської ради є сіль, ракушняк, глина, камінь та цілющі грязі.
У селі є джерела термальних вод: із двох свердловин поряд із селом тече вода температурою близько 60 °C.

## Історія

### Від заснування до Другої світової війни
Село засноване у 1922 році на місці, де раніше був степовий пустир. У 1926—1928 роках на місці сучасного села Чонгар створена ділянка № 40 для єврейських переселенців, єврейський колгосп «Соцпуть» та єврейська Смідовицька сільська рада.. У селі був створений колгосп «Соцпуть» та єврейська Смідовицька сільська рада.
Переселення на Чонгар відбувалося в рамках кампанії з аграризації євреїв, яку тоді проводила корпорація «Агро-Джойнт», у Чонгарі його координував американський єврей Ідельсон. Завдяки допомозі американських євреїв на Чонгар було привезено трактори «Джондіри», косарки, плуги, а також коней та корів, крім того, американці субсидували та кредитували будівництво. Євреї, які приїжджали, були переважно з України та не селянами, тому чонгарці вчили їх запрягати коней, а агроном — сіяти.
У 1928 році було зібрано перший врожай. Наступний врожай, 1929 року, вже йшов у новий об'єднаний колгосп, який очолив Семен Аронович Скоп, єврей-колоніст із Каунаса. Того ж року «Агро-Джойнт» припинив свою діяльність у селі.
У 1929 році в селі було створено ячейку ВКП (б), а у 1931 році — комсомольську ячейку.
У 1930-ті роки на ділянці № 40 була створена єврейська школа, яка до Другої світової війни була однією з двох шкіл на півострові та єдиною єврейською школою. Школа була зруйнована під час війни.
У роки Голодомору 1932—1933 років померли 16 мешканців Чонгара (переважно євреїв), з них 4 дітей, а Смідовицька сільська рада була занесена на «чорну дошку».
З середини 1930-х почалася практика змішування населення, нових поселенців приєднували до єврейських колгоспів незалежно від національності. Зокрема, стали приїдждати безробітні у пошуках кращої долі.
Через початок Другої світової війни у вересні 1941 року відбулася евакуація: з сільського колгоспу були вивезені 11 тисяч овець, всі колгоспні коні та велика рогата худоба. У листопаді 1941 року Чонгар був окупований німецькими військами. Під час війни було зруйновано школу, значну кількість громадських споруд та будинків, знищено 136 га колгоспних садів. 11 квітня 1944 року радянські війська звільнили Чонгар та весь півострів від німецьких військ.
Під час Другої світової війни участь у бойових діях брали 480 місцевих жителів, 302 з них були нагороджені орденами і медалями, 337 — загинули на війні. На честь воїнів-односельчан, полеглих в роки громадянської та Другої світової воєн, у 1967 році встановлено обеліск Слави. У Миколаївці і Чонгарі знаходяться братські могили радянських воїнів, загиблих в боях за звільнення цих сіл.

### Повоєнні роки

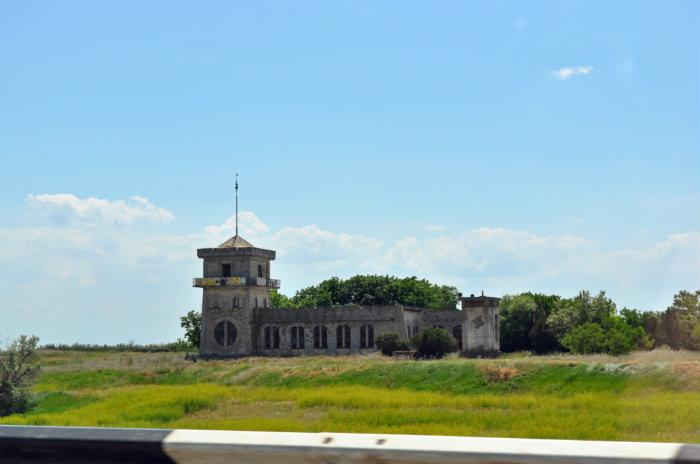
Покинуте кафе 1950-х років на автошляху Харків — Сімферополь

Після Другої світової війни до села повернувся мало хто. Оскільки населення села було переважно єврейським, більшість мешканців Чонгара евакуювалися, решту вивезли німецькі війська. Сільраду було створено не в Чонгарі (який тоді мав назву Соцпуть), а в сусідній Атамані.
У 1950-х роках село було перейменоване, змінивши назву з Соцшлях на Чонгар.
До 1958 року Чонгар був невеликим і дещо занедбаним селом. Ситуація змінилася з об'єднанням в один усіх колгоспів Чонгарського півострова, коли об'єднаний колгосп «Грузія» очолював Герой Соціалістичної Праці Григорій Легунов. Місцем для центральної садиби колгоспу обрали саме Чонгар — через вдале розташування в центрі півострова та поблизу автошляху М18E105 (Харків — Сімферополь). Під керівництвом Григорія Легунова колгосп вийшов до числа провідних в УРСР, а село активно розбудовувалося за чітким планом.. 1960 року до Чонгара з Миколаївки перенесено і сільську раду.

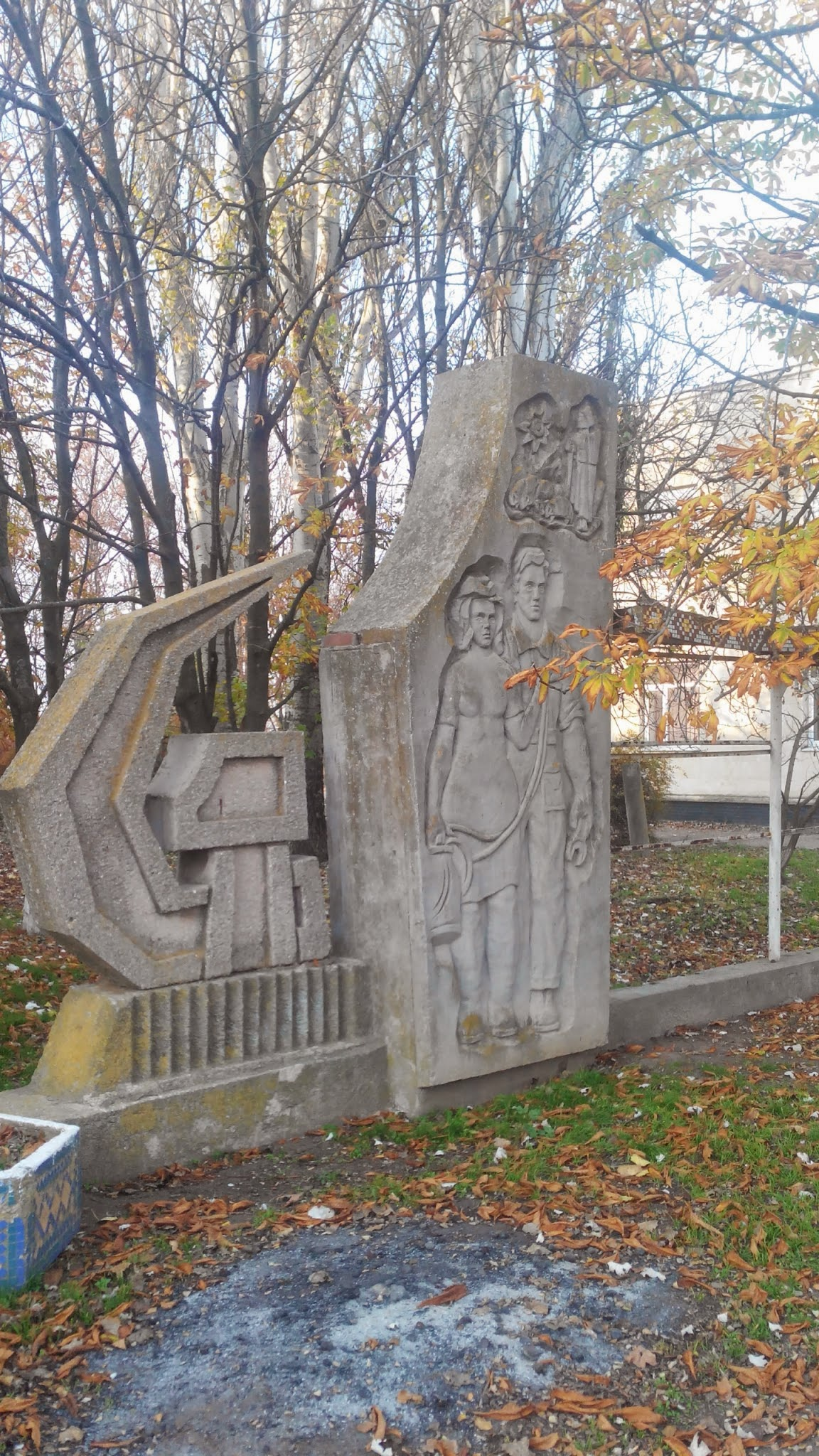
Пам'ятник радянської доби в центрі села

Завдяки дружбі між новим головою колгоспу та Героєм Радянського Союзу Серго Чхаїдзе, який очолював колгосп «Україна» в селі Баїлеті Махарадзевського району, розвивалися міжнародні зв'язки. Колгосп «Грузія» у Чонгарі вів соцзмагання з колгоспом «Україна» в Баїлеті, налагоджувалася співпраця між Генічеським і Махарадзевським районами. На честь цієї дружби в Чонгарі було названо вулиці Чхаїдзе (нині Петра Сагайдачного) і Махарадзе (нині Дружби), а також встановлено погруддя Серго Чхаїдзе.
У 1960-х роках село розвивалося, поліпшився благоустрій села. Сільський колгосп «Грузія» став передовим: налічувалося 7,5 тисяч голів великої рогатої худоби, 20 тисяч овець, 2 тисячі свиней, діяла птахоферма, де відгодовували близько 15—20 тисяч качок на рік. Діяла колгоспна будівельна бригада, яка зводила нові будинки для селян. Відбудова села проводилася за чітким планом, який був складений за участі Легунова, який був будівельником за освітою.
У 1965—1968 роках в Чонгарі збудована нова школа, лазня, пральня та колгоспна їдальня.
У 1967 році сільський колгосп нагороджено орденом Леніна, а у 1970 році — Ленінською ювілейною почесною грамотою. У 1979—1980 роках колгосп нагороджувався перехідним Червоним прапором Міністерства сільського господарства СРСР та Укррадпрофу. Голова колгоспу Григорій Андрійович Легунов та 163 передовики виробництва були відзначені орденами та медалями, а чабан І. Ф. Пачин отримав Державну премію УРСР.
Станом на початок 1980-х за сільським колгоспом «Грузія» було закріплено 14,3 тисячі га сільськогосподарських угідь, у тому числі 12,2 тисяч га орної землі, 620 га садів, 192 га виноградників та 187 га баштану. Колгосп спеціалізувався на вирощуванні зернових культур, овочів, фруктів та винограду, розвивалося вівчарство та м'ясо-молочне тваринництво. В селі працювали млин та комбікормовий завод. Колгосп був членом Товариства радянсько-угорської дружби. В селі діяла школа з інтернатом на 200 місць, консультаційний пункт районної заочної середньої школи, будинок культури з залою на 500 місць, бібліотека з фондом 7,4 тисячі примірників, амбулаторія, ясла-садок, відділення зв'язку та Ощадбанку, будинок побуту, комплексний прийомний пункт райпобукомбінату, пекарня, 4 магазини. Село було телефонізоване, до нього було прокладено водогін завдовжки 11,4 км. У Чонгарі було заасфальтовано 7 км доріг.

### Часи незалежності

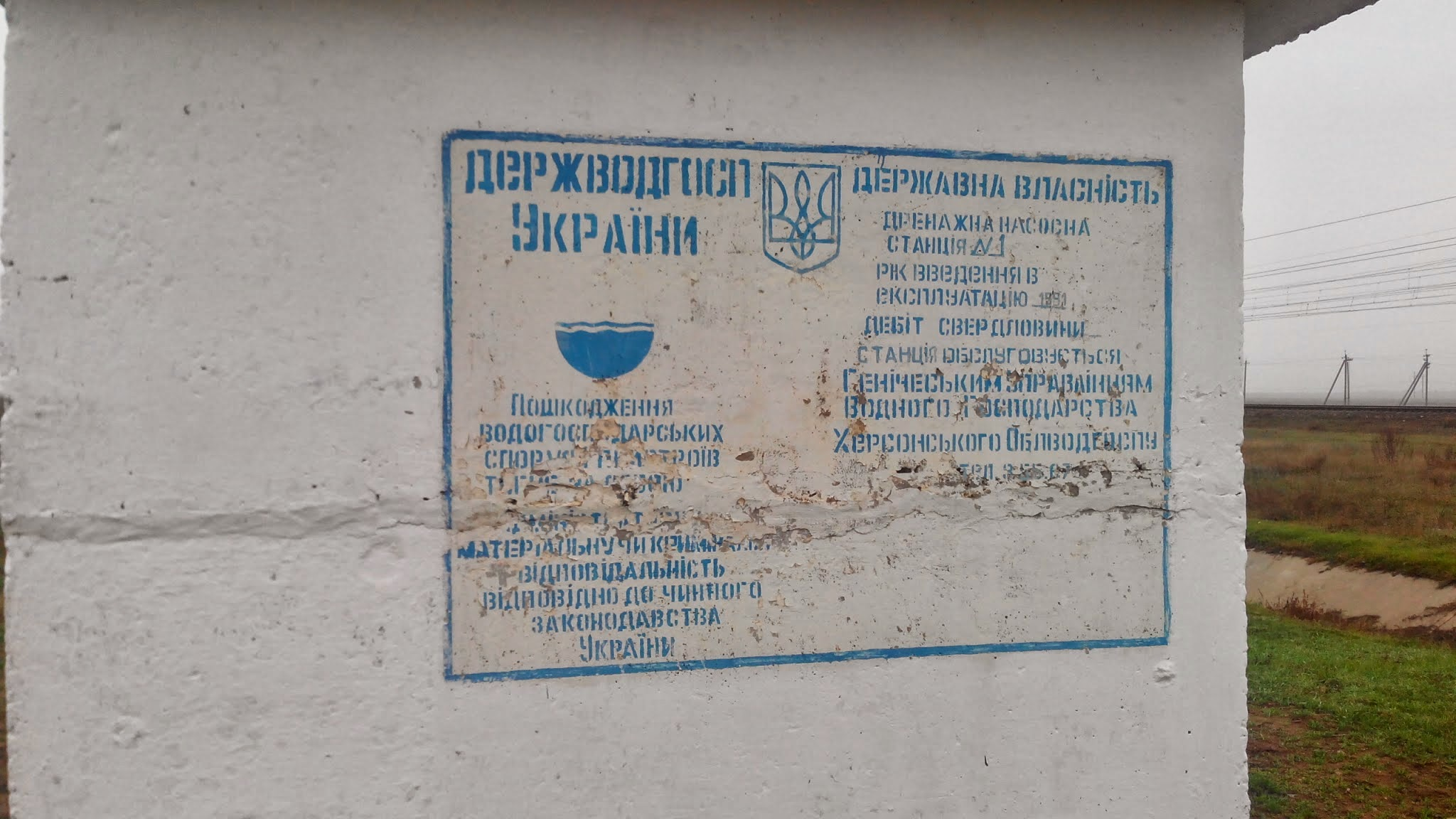
Дренажна насосна станція, збудована в 1991 році

З початком перебудови та формування ринкових відносин колгосп «Грузія» на чолі з Легуновим почав здавати позиції. Ринкова економіка суперечила життєвим принципам Легунова, і він не зміг вписатися в нові реалії.
У 1988—1994 роках Григорій Легунов передав справи своєму заступнику, молодому Віктору Анатолійовичу Косову, який почав перебудовувати господарство відповідно до нових реалій. Було збудовано зрошувальний канал, який дозволяв зрошувати водою з Дніпра близько 2 тисяч га землі. Збудовано вісім нових цехів — зокрема, пекарню, сироробний, стінових матеріалів, ковбасний, з виробництва плівки і швейний. Швейний цех виготовляв 19 найменувань виробів — від рукавиць до сорочок — які мали попит з огляду на дефіцит товарів на початку 1990-х. Також у цей період було реконструйовано млин і консервний завод.
Після Легунова і Косова розпочався занепад колгоспу і господарства села, було закрито ферми, практично повністю припинилося тваринництво, а сам колгосп було реорганізовано у Приватне орендне підприємство «Чонгар». Консервний завод, сирний і ковбасний цехи були закриті. ПОП «Чонгар» очолив Сейтумер Німетуллаєв, якому вдалося вивести підприємство до числа провідних в районі, проте нове підприємство вирощує лише зернові культури. Хоча підприємство і вдалося зберегти, соціальна сфера в цілому перебуває в занепаді. Крім того, Німеттулаєва звинувачували у махінаціях з земельними ділянками, що наносять шкоду місцевим жителям, зокрема у самовільному захопленні землі та в несплаті орендної плати за землю
У 2006 році Чонгар отримав обласну відзнаку як один з найкращих населених пунктів області в галузі поліпшення благоустрою, озеленення, забезпечення належного санітарного стану та громадського порядку.
У 2008 році в селі було відкрито Кримський туристично-інформаційний центр.
12 червня 2020 року, відповідно до Розпорядження Кабінету Міністрів України № 726-р «Про визначення адміністративних центрів та затвердження територій територіальних громад Херсонської області», увійшло до складу Генічеської міської громади.
17 липня 2020 року, в результаті адміністративно-територіальної реформи та ліквідації  колишнього Генічеського району увійшло до складу новоутвореного Генічеського району.

### Вторгнення російських військ

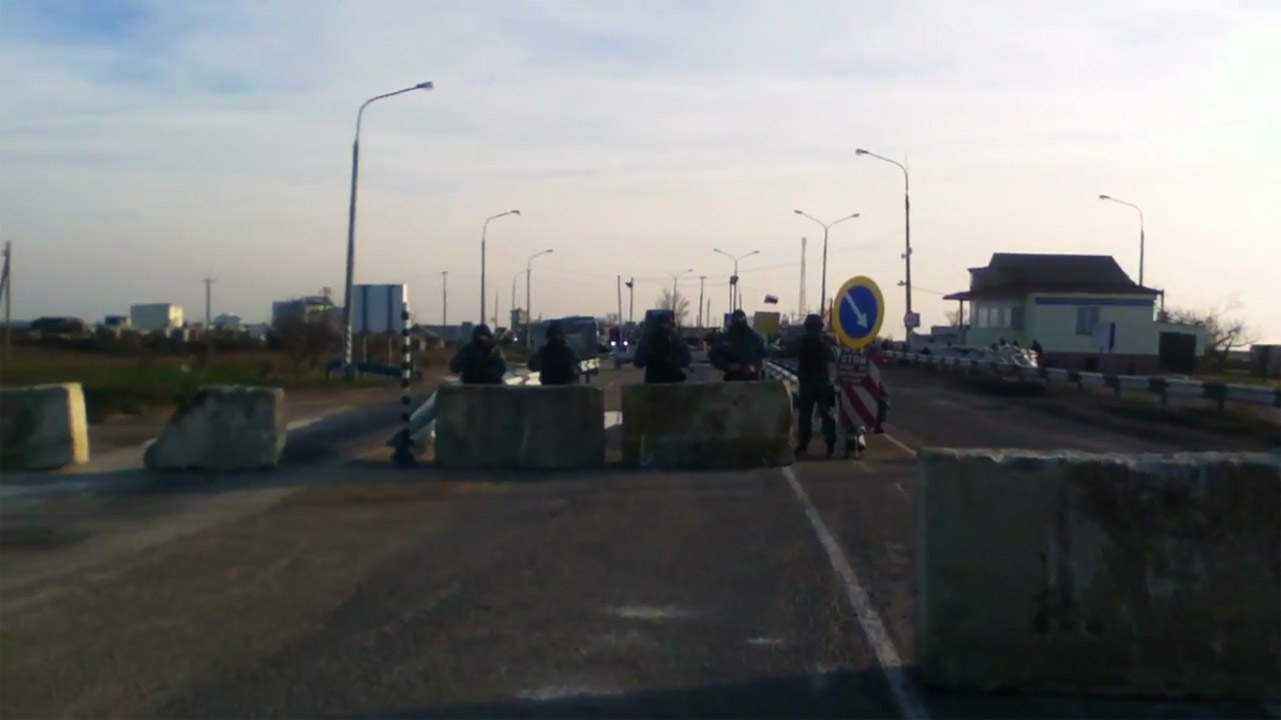
Блокпост російських військ поблизу Чонгара

7 березня 2014 року російські окупанти вторглися на територію півострова Чонгар, встановивши біля села блокпост та замінувавши поля навколо села Чонгар, яке опинилося в буферній зоні між двома сторонами конфлікту — з боку Криму окопалися російські війська, а з боку Генічеська — українські. Гармати дев'яти російських БТРів направлені безпосередньо в центр села. Поля поблизу Чонгара були заміновані військовими.
Російські окупанти також захопили деякі об'єкти приватної власності, зокрема, готель «Чонгар» біля мосту. За іншою точкою зору, власником цього готелю є колишній голова районної адміністрації від Партії регіонів Сейтумер Німетуллаєв, який їздив за вказівками до Криму та з власної ініціативи розмістив у готелі російських військових.
На знак протесту проти перебування російських військових на території Херсонської області, місцевими жителями по всьому селу були вивішені прапори України. Російську техніку, яка заїхала на територію села, змусили поїхати назад на блокпост обурені селяни. На прохання жителів села українські військові встановили додатковий блокпост біля Чонгара для забезпечення безпеки в селі та на навколишніх полях. У селі також створено міграційний пункт для охочих виїхати з Криму.
Внаслідок облаштування російського блокпосту на автошляху М18E105 (Харків — Сімферополь) утворилися багатокілометрові черги, через що в'їзд до села ускладнений, і місцеві жителі можуть оминути чергу лише при пред'явленні документів з місцевою реєстрацією.
Наприкінці березня 2014 року українські військові перенесли основні сили з блокпосту біля Салькового на новий блокпост на південь від Чонгара. Перенесення блокпосту обґрунтоване тим, що були випадки проїзду російського блокпосту та об'їзду українського іншими дорогами. Новий блокпост було облаштовано навпроти російського, а навколо блокпосту для унеможливлення його об'їзду проведено роботи зі встановлення інженерних загороджень. У той же час російські війська зменшили кількість особового складу на своєму блокпосту, залишивши переважно співробітників розпущеного спецпідрозділу «Беркут» та працівників.
На основі блокпоста біля Чонгара організовано пункт пропуску «Чонгар».
Село тимчасово окуповане російськими військами 24 лютого 2022 року.

## Населення
За даними перепису 2001 року населення села становило 1431 особу, з них 59,33 % зазначили рідною мову українську, 35,15 % — російську, 4,47 % — вірменську, а 1,05 % — іншу.
У селі Чонгар поширений степовий діалект української мови, а мова жителів села характеризується значною кількістю тюркізмів. Зокрема, мові жителів села притаманні такі діалектизми як буран (нестримна, різка людина — з тюркської «снігова буря, завірюха, заметіль») або дундук (людина, яка не розуміє, не орієнтується в ситуації — з тюркської «уперта людина, старий холостяк, бовдур»). Для чонгарців характерні такі фразеологізми як їдять балики (мають достаток, з тюркської балик — «просолена та пров'ялена частина осетрової риби»), антонімом якого є сидять голодні, або каюк прийшов (справу викрито або настала смерть, каюк тюркською означає «човен»). Уживається також слово якшатися, але якщо тюркськими мовами воно має значення «бути в хороших стосунках», то для жителів Чонгара слово має більш негативне забарвлення, наприклад, у реченні Знов ці п'яниці поякшалися, жди від них біди.
У 2012 році зафіксовано 15 народжень і 17 смертей, показник природного приросту становить -1,4. Станом на 2013 рік населення села становило 1437 осіб (у 2012 році в селі проживало 1432 особи). Структура жителів села за віком така:
- дітей дошкільного віку — 113;
- дітей шкільного віку — 167;
- громадян пенсійного віку — 294.

### Мова
Розподіл населення за рідною мовою за даними перепису 2001 року:
| Мова            | Кількість | Відсоток |
| --------------- | --------- | -------- |
| українська      | 849       | 59.33%   |
| російська       | 503       | 35.15%   |
| вірменська      | 64        | 4.47%    |
| білоруська      | 5         | 0.35%    |
| румунська       | 1         | 0.07%    |
| інші/не вказали | 9         | 0.63%    |
| Усього          | 1431      | 100%     |

## Економіка

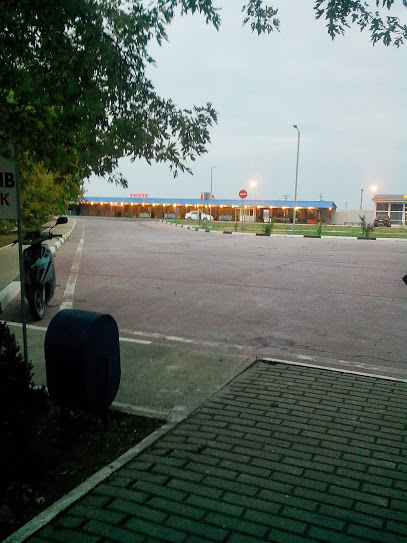
Чонгарський ринок

На території села відсутні промислові підприємства, зареєстровано лише ряд підприємств у сфері сільського господарства та житлово-комунального господарства:
- Приватне орендне підприємство «Чонгар» (колишній колгосп — Колективне сільськогосподарське підприємство «Грузія» — вирощування зернових і технічних культур)[41];
- Комунальне підприємство «Атлант-Чонгар» (забезпечує водопостачання села);
- Фермерські господарства «Геліос», «Джамбулук», «Золота нива», «Опитне поле» (вирощування зернових культур);
- Фермерські господарства «Аврора», «Будцвєт», «Джавахк», «Еліта», «Ізумруд», «Карпикови», «Надіє», «Неліна», «Райдуга», «Рассвєт-2002», «Тетяна», «Фортуна» (вирощування зернових і технічних культур);
- Фермерське господарства «Дорохов та сини» (змішане сільське господарство).

Працюють кафе-бар «Рассвет», два безіменні кафе-бари та чебуречна з літнім майданчиком. Поблизу села на автошляху М18E105 (Харків — Сімферополь) знаходяться кафе «Таврика» та «Урарту» (522 км), ближче до Чонгарського мосту — «Джавакх» (525 км) та безіменний кафе-бар (526 км). На в'їзді на Чонгарський міст діє готель «Чонгар».
Поблизу в'їзду на Чонгарський міст також працює облаштований ринок, який займає великий павільйон уздовж траси Харків—Сімферополь, проте якість продуктів не контролюється належним чином.

## Соціальна сфера
У селі діють загальноосвітня школа І—III ступенів, розрахована на 450 місць (навчається 247 дітей), ясла-сад «Червона шапочка» (навчається 81 дитина), Чонгарська сільська амбулаторія, бібліотека з фондом 6401 одиниця, є сільський будинок культури на 400 місць.
Спортивна інфраструктура представлена футбольним полем, спортивним майданчиком, приміщенням для спортивних занять та спортивною залою Чонгарської загальноосвітньої школи.

## Культура
З 1975 року в Чонгарі діє народна студія декоративного розпису «Чонгар-сад», яка була створена за ініціативи бібліотекаря Чонгарської загальноосвітньої школи Людмили Вітковської (яка згодом отримала звання Заслуженого майстра народної творчості України), першим керівником студії став мистецтвознавець Григорій Мєстєчкін. 1981 року студії присвоєно звання народного самодіяльного колективу. З 1987 року керівником студії є Надія Іванівна Ліхачова, учениця Людмили Вітковської. В студії «Чонгар-сад» навчають мистецтву декоративного розпису дітей від 10 до 16 років. Організовувалися персональні виставки студійців, роботи студійців брали участь у виставках від місцевого до всеукраїнського рівня та відзначалися почесними грамотами, дипломами та подарунками.
При Чонгарському сільському будинку культури з 1996 року діє Зразковий ансамбль танцю «Грація» (має звання зразкового з 2002 року). В ансамблі 43 учасники від 5 до 14 років, в його репертуарі — сюжетні, народні, сучасні, естрадні танці та танці етнічних меншин, що проживають в Україні. Колектив є переможцем та лауреатом багатьох фестивалів і конкурсів, зокрема, переможцем Всеукраїнського фестивалю творчості дітей села «Золоте зернятко» (2001—2005), призер Всеукраїнського фестивалю національних культур «Таврійська родина» (2004—2009), а також обласних і районних конкурсів.
При будинку культури також діє Народний вокальний ансамбль «Вишиванка». Гурт складається з 11 дівчат і був створений на базі вокального ансамблю «Золоте колосся». Ансамбль виступає з 1996 року, в його репертуарі українські народні пісні та пісні сучасних українських композиторів. Гурт «Вишиванка» дає концерти в сільському будинку культури, виступає в полі в період жнив та стрижки овець тощо. Ансамбль був учасником Всеукраїнського фестивалю національних культур «Таврійська родина» (2002—2009) та районних фестивалів і конкурсів. На базі «Вишиванки» створено вокальне тріо «Веснянка» та дует «Чарівна квітка».
У селі представлена значна вірменська громада, діє вірменська община «Урарту».
Щороку в Чонгарі, у треті вихідні жовтня (з 19 жовтня 2013 року, у 2012 — 21 жовтня) відзначається день села, цього дня організовується концертна програма та виставка місцевих майстрів у будинку культури, частування місцевих мешканців з варениками, млинцями, чаєм і булочками від освітян і місцевої влади, кашею від козацьких організацій, а також шашликами і лавашем від вірменської громади.

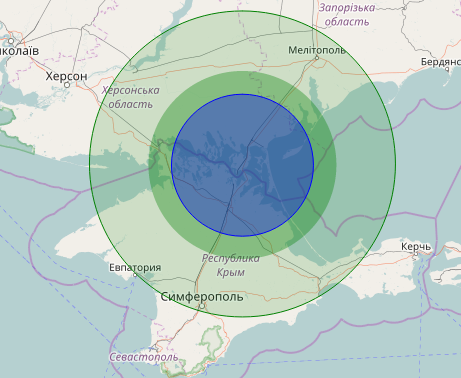
Радіус дії можливого сигналу телевежі складає для радіо — 120—130 км та 80 км — впевненого прийому, для телебачення — 50-60 км

17 березня 2017 року неподалік селища Чонгар було урочисто відкрито нову телерадіовежу. Термін будівництва вежі склав приблизно два місяці, дев'ять місяців зайняли роботи щодо прорахунку й міжнародної координації радіочастот, відведення земельної ділянки, проведення конкурсу на радіочастоти. Національна рада з питань телебачення й радіомовлення 27 грудня 2016 року видала ліцензії чотирьом радіостанціям, які зможуть вести мовлення на Крим. Ними стали Українське радіо (суспільне мовлення), місцева херсонська радіостанція, кримськотатарське радіо «Meydan», «Радіо кримських громад». Мовлення у FM-діапазоні охоплює Джанкойський, Красноперекопський райони, частково — Сімферопольський район Криму.

## Релігія

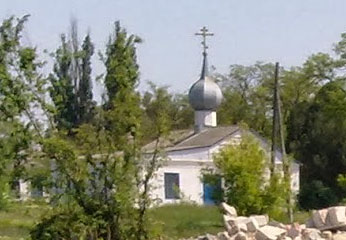
Свято-Іллінська церква

У Чонгарі діє Свято-Іллінська церква, яка належить Українській православній церкві (Московський патріархат). Голова парафії — протоієрей Іван Терешко, кількість парафіян — близько 15—20. Також є громади Євангельських християн-баптистів (є молитовний будинок, пастор Черніков Володимир Іванович) та Вірменської апостольської церкви.

## Транспорт
На автошляху біля села зупиняються автобуси за маршрутом Генічеськ — Чонгар, а в самому селі зупиняється лише автобус Генічеськ — Сиваш, який курсує раз на добу.
На західній околиці Чонгара розташований пасажирський залізничний зупинний пункт Платформа 1334 км на лінії Новоолексіївка — Джанкой, на якому зупинялися приміські електропоїзди сполученням Запоріжжя — Новоолексіївка — Сиваш (в результаті російського вторгнення в Україну наприкінці лютого 2022 року залізничне сполучення до деокупації тимчасово припинено), що забезпечувало, зокрема, сполучення з іншими селами Чонгарської сільської ради — Залізничним (1 км) і Сивашем (7 км) на південь та Новим Трудом (6 км) і Миколаївкою (10 км) на північ.

## Політика
Голова сільської ради — Коваль Галина Юріївна 1964 року народження, вперше обрана у 2015 році, має вищу освіту, безпартійна та висунута шляхом самовисування.
До складу Чонгарської сільської ради входить 14 депутатів, з них 4 від ВО «Батьківщина» та 10 самовисуванців.
У селі діють місцеві осередки таких партій: ВО «Батьківщина», «Демократичний союз», «Єдиний центр», Народна партія, Народно-демократична партія, «Наша Україна», Партія регіонів, Республіканська партія України, Соціал-демократична партія України (об'єднана), Соціалістична партія України, Партія «Союз» та Українська народна партія.
Село Чонгар утворює постійну виборчу дільницю № 650226, яка розташована у будинку культури на вулиці Гагаріна, 19А (до запровадження в 2012 році постійних виборчих дільниць сільська дільниця була розташована почергово в сільському будинку культури та школі). Результати виборів:
- Парламентські вибори 2002: зареєстровано 1013 виборців, явка 84,90 %, найбільше голосів віддано за Комуністичну партію України — 37,79 %, за Соціал-демократичну партію України (об'єднану) — 15,00 %, за Соціалістичну партію України — 13,72 %. В одномандатному окрузі найбільше голосів отримав Ганжа Володимир Федорович (СелПУ) — 38,14 %, за Ніколаєнка Станіслава Миколайовича (СПУ) — 14,77 %, за Братищенка Олександра Антоновича (КПУ) — 10,47 %[56].
- Вибори Президента України 2004 (третій тур): зареєстровано 984 виборці, явка 80,08 %, з них за Віктора Януковича — 69,80 %, за Віктора Ющенка — 24,87 %[57].
- Парламентські вибори 2006: зареєстровано 1003 виборці, явка 73,08 %, найбільше голосів віддано за Партію регіонів — 53,48 %, за Комуністичну партію України — 10,91 %, за Блок Юлії Тимошенко — 9,28 %[58].
- Парламентські вибори 2007: зареєстровано 1007 виборців, явка 64,15 %, найбільше голосів віддано за Партію регіонів — 53,10 %, за Комуністичну партію України — 19,50 %, за Блок Юлії Тимошенко — 11,61 %[59].
- Вибори Президента України 2010 (перший тур): зареєстровано 1010 виборців, явка 69,50 %, найбільше голосів віддано за Віктора Януковича — 50,00 %, за Сергія Тігіпка — 14,96 %, за Петра Симоненка — 14,67 %[60].
- Вибори Президента України 2010 (другий тур): зареєстровано 995 виборців, явка 69,85 %, з них за Віктора Януковича — 71,80 %, за Юлію Тимошенко — 21,58 %[61].
- Парламентські вибори 2012: зареєстровано 978 виборців, явка 61,25 %, найбільше голосів віддано за Комуністичну партія України — 41,90 %, за Партію регіонів — 27,38 %, за Всеукраїнське об'єднання «Батьківщина» — 15,36 %[62]. В одномандатному окрузі найбільше голосів отримав Пінаєв Олександр Вікторович (самовисування) — 35,06 %, за Тарановського Анатолія Федоровича (КПУ) — 19,37 %, за Опанащенка Михайла Володимировича (ПР) — 17,70 %[63].
- Вибори Президента України 2014: зареєстрований 1051 виборець, явка 49,48 %, найбільше голосів віддано за Петра Порошенка — 38,46 %, за Сергія Тігіпка — 16,35 %, за Петра Симоненка — 8,65 %[64].
- Парламентські вибори 2014: зареєстровано 1028 виборців, явка 38,23 %, найбільше голосів віддано за «Блок Петра Порошенка» — 20,61 %, за Комуністичну партію України — 15,01 %, за «Опозиційний блок» — 14,25 %[65]. В одномандатному окрузі найбільше голосів отримав Кістечок Олександр Дмитрович (самовисування) — 33,43 %, за Хланя Сергія Володимировича (БПП) — 25,28 %, за Збаровського Петра Миколайовича («Сильна Україна») — 10,39 %[66].

## Пам'ятки
У Чонгарі зареєстровані такі пам'ятки:
- братська могила воїнів Радянської Армії та підпільників — бетонна скульптура заввишки 5,5 м роботи Запорізьких художніх майстерень, встановлена у 1946 році. Розташована на південь від села біля залізниці, що веде до станції Чонгар (селище Залізничне, 46°1′31.3″ пн. ш. 34°31′29.6″ сх. д. / 46.025361° пн. ш. 34.524889° сх. д.). У могилі поховано 136 воїнів Червоної армії-учасників Громадянської та Другої світової війни, з яких ідентифіковано лише 5[67]. Пам'ятка історії місцевого значення з 1983 року (охоронний номер 499);
- братська могила воїнів, загиблих в роки громадянської і Великої Вітчизняної воєн (біля старого шосейного мосту, 45°59′21.6″ пн. ш. 34°32′47.9″ сх. д. / 45.989333° пн. ш. 34.546639° сх. д.) — обеліск з черепашника заввишки 15 м роботи Запорізьких художніх майстерень, встановлений у 1957 році. Пам'ятка історії місцевого значення з 1983 року (охоронний номер 501)[68];
- група з двох курганів (один з яких епохи бронзи[4]) III тисячоліття до н. е. — II тисячоліття н. е. заввишки 0,5—2,5 метри кожен. Досліджувалися на початку XX століття, у 1950, 1987 і 2002 роках дослідниками Билковою Валерією Павлівною та Оленковським Миколою Петровичем, мають статус пам'ятки археології місцевого значення з 1983 року (охоронний номер 1641). Один із цих двох курганів — Гарман — належить до епохи аріїв, у ньому були знайдені поховання та система кромлехів і підсипок, що відбиває світогляд тодішніх індоєвропейців. На думку археолога Юрія Шилова, цей курган є однією з основ теорії їх переселення аріїв[69], проте ця версія спростована більшістю наукової спільноти[3].

У селі встановлене погруддя Героя Радянського Союзу Серго Чхаїдзе, присвячене дружбі між Генічеським районом України і Махарадзевським районом Грузії.

## Відомі особи
Протягом 36 років (з 1958) головою колгоспу в Чонгарі працював Герой Соціалістичної Праці Григорій Андрійович Легунов, який у цей же час обирався депутатом Верховної Ради УРСР. Згодом, після реорганізації колгоспу на ПОП «Чонгар», його директором був Сейтумер Німетуллаєв (*1952) — політик, колишній член Партії регіонів та голова Генічеської РДА.
У Чонгарі впродовж 1974—1987 років працювала українська мисткиня Людмила Вітковська (нар. 1950), у 1975—1987 директором студії «Чонгар-сад», створеної за ініціативи Вітковської, працював український мистецтвознавець Григорій Мєстєчкін (1929—2005).
Жительки села Тетяна Іллівна Доній, Тетяна Володимирівна Ковальчук та Ганна Йосипівна Філончук отримали відзнаку «Мати-героїня».

## Галерея

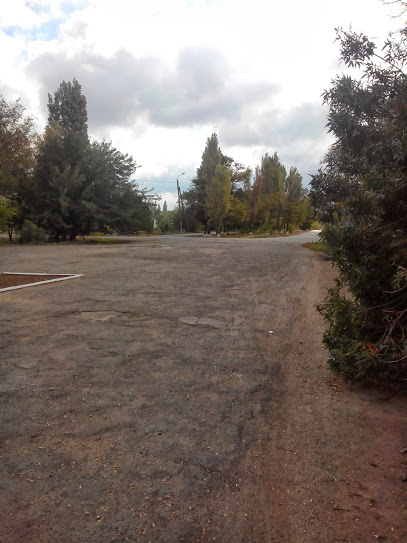
Вулиця Тараса Шевченка
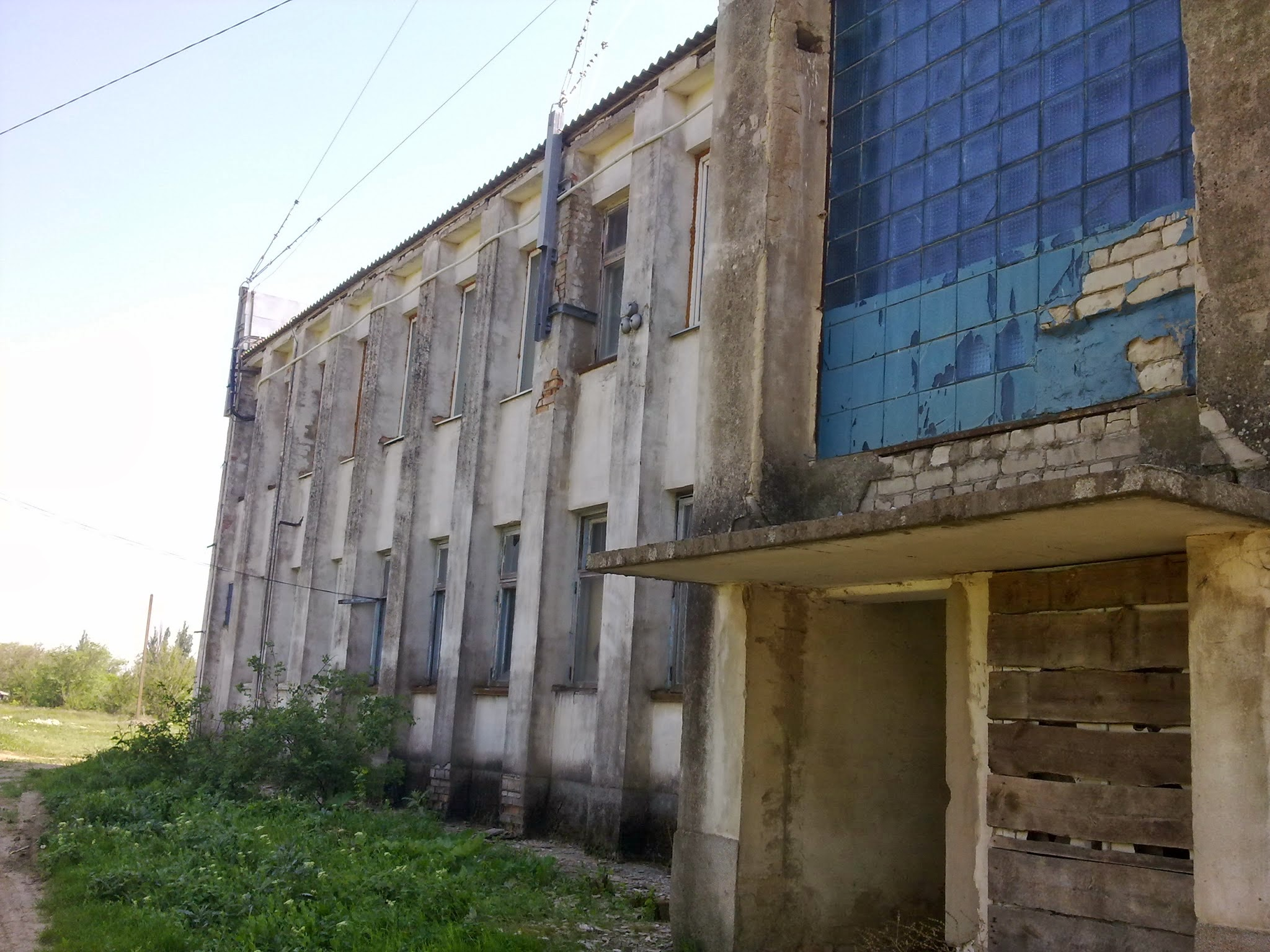
Покинута будівля радянської доби
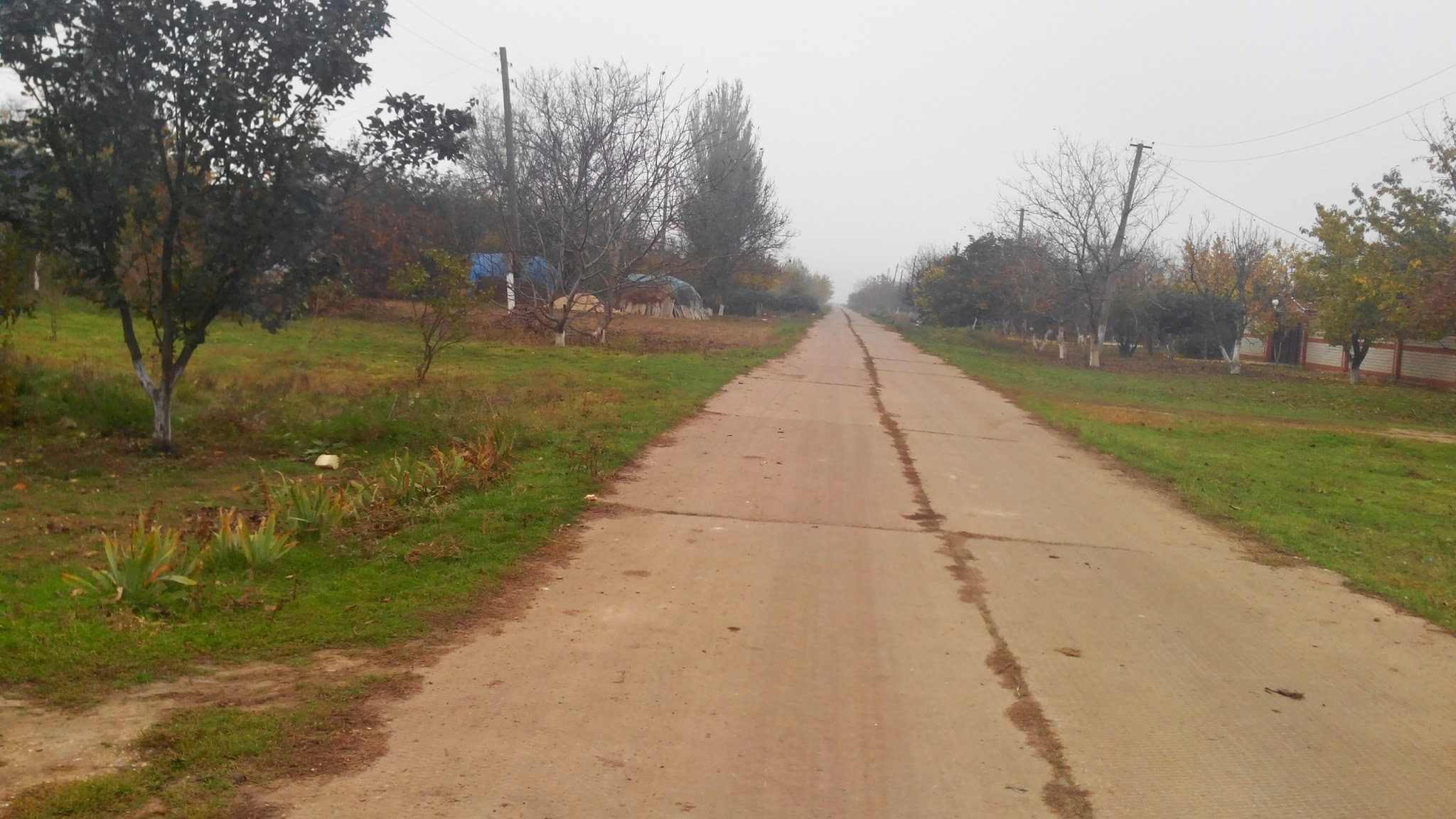
Одна з вулиць села
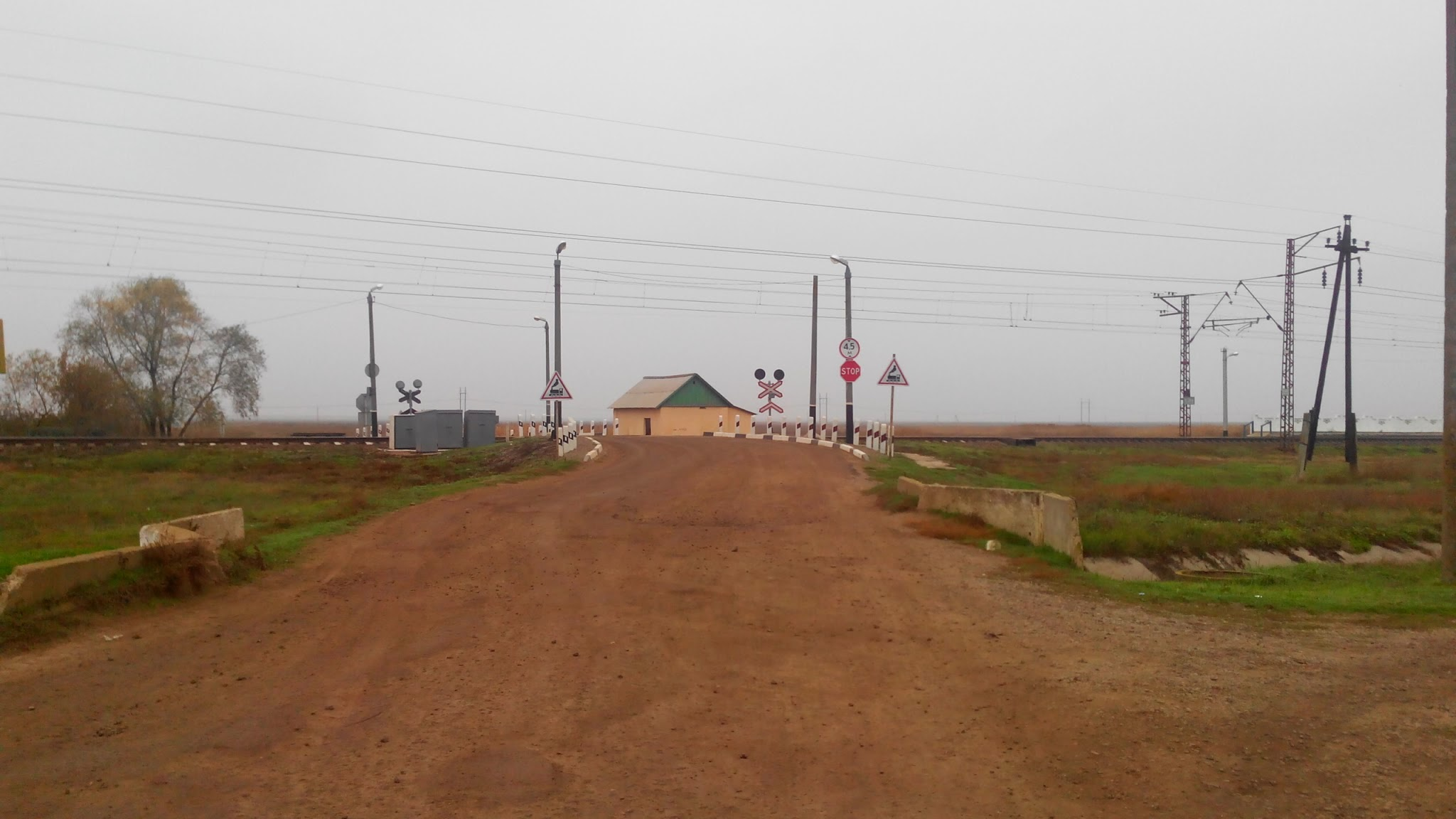
Дорога на Атамань
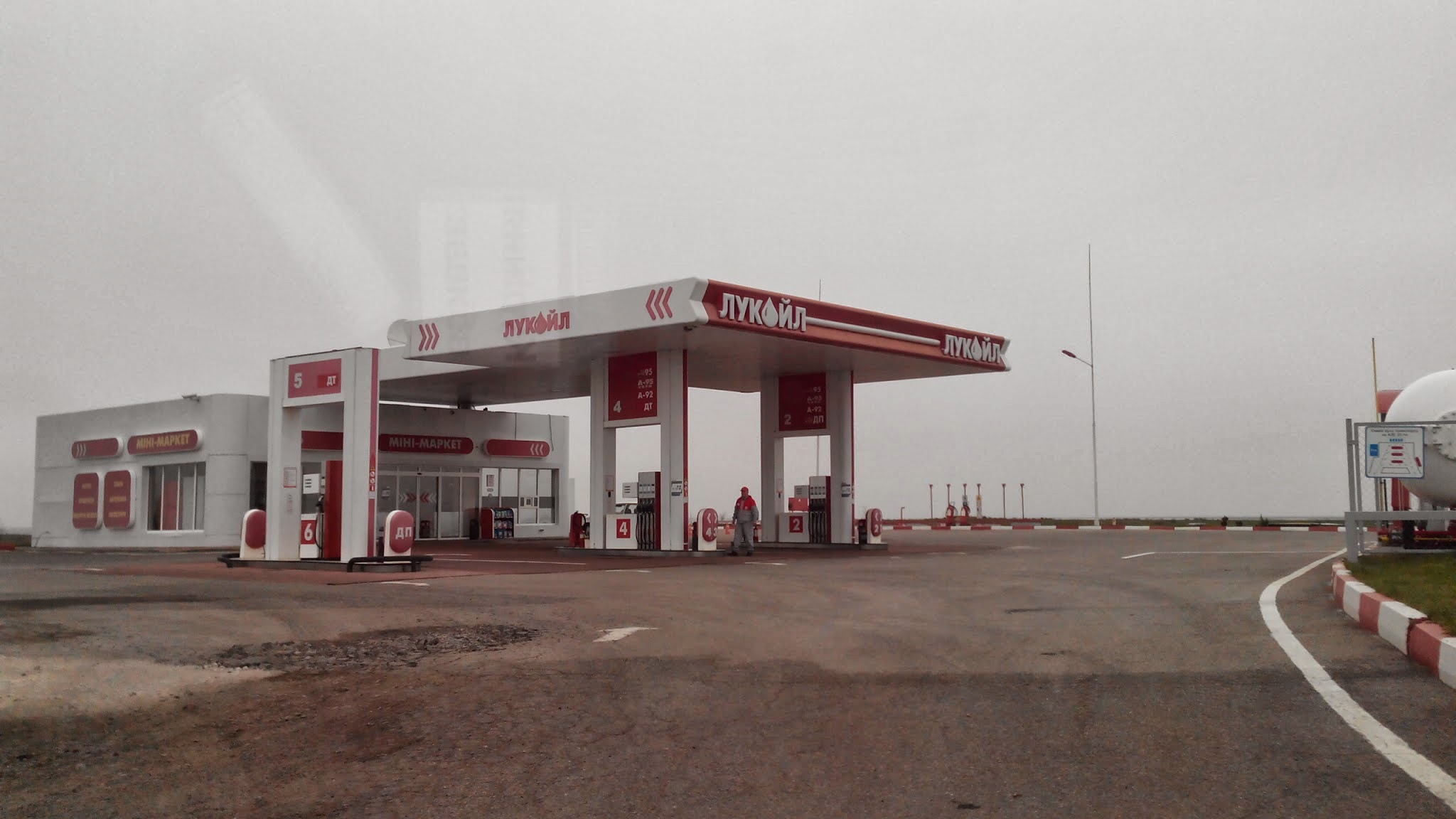
АЗС на автошляху М18E105 (Харків — Сімферополь)
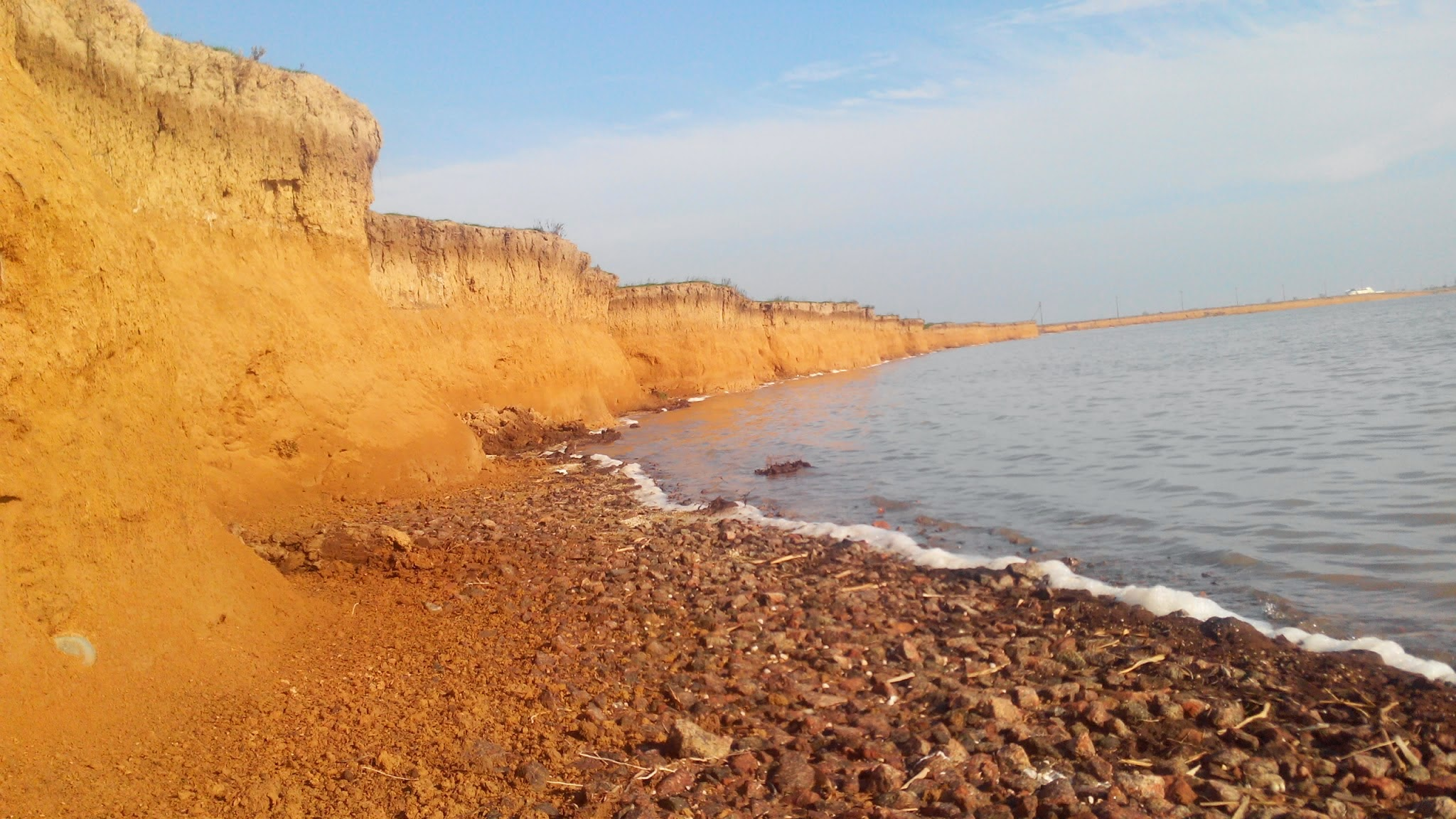
Берег озера Сиваш, що входить до складу Азово-Сиваського національного парку